# Łowicz Główny
Łowicz Główny – stacja kolejowa w Łowiczu, w województwie łódzkim. Według klasyfikacji PKP ma kategorię dworca regionalnego. Z Łowicza odjeżdżają pociągi osobowe oraz dalekobieżne. Podróżni mają do dyspozycji połączenia trzech przewoźników:
- Łódzka Kolej Aglomeracyjna (m.in. do Łodzi, Kutna, Skierniewic),
- Koleje Mazowieckie (m.in. do Warszawy, Kutna, Płocka)
- PKP Intercity (m.in. do Warszawy, Torunia, Bydgoszczy, Poznania, Szczecina, Świnoujścia, Lublina, Rzeszowa)

## Pasażerowie
| Rok  | Roczna liczba pasażerów | Dzienna liczba pasażerów | Miejsce w Polsce |
| ---- | ----------------------- | ------------------------ | ---------------- |
| 2017 | 1 204 500               | 3300                     | 72.              |
| 2018 | 1 168 000               | 3200                     | 78.              |
| 2019 | 1 460 000               | 4000                     | 71.              |
| 2020 | 841 800                 | 2300                     | 70.              |
| 2021 | 876 000                 | 2400                     | 83.              |
| 2022 | 1 131 500               | 3100                     | 85.              |
| 2023 | 1 168 000               | 3200                     | 118.             |

## Historia
Dworzec kolejowy w Łowiczu został oddany do użytku w 1845, w 1862 roku zmieniając nazwę na Łowicz Aleksandrowski, by w 1903 roku zmienić nazwę na Łowicz Wiedeński (ze względu na oddanie do użytku w pobliżu miasta stacji Łowicz Kaliski na Kolei Warszawsko-Kaliskiej), kiedy oddano do użytku Kolej Warszawsko-Bydgoską, której częścią są obecnie linie kolejowe: nr 3, nr 11, nr 18.
15 lutego 2024 zakończono trwający ponad dwa lata remont. Starannie odnowiono budynek dworcowy spójnie łącząc część dziewiętnastowieczną i późniejszą, modernistyczną. Na elewacji znalazły się tradycyjne motyw łowickiej wycinanki. Poczekalnię wyposażono m.in. w ławki nawiązujące stylem do historycznych, elektroniczne tablice przyjazdów i odjazdów, gabloty i zegar. We wnętrzu na parterze mieszczą się też kasa biletowa, toaleta, posterunek SOK i lokal przeznaczony na działalność komercyjną. Całość objęta jest monitoringiem i przystosowana do obsługi osób niepełnosprawnych. Piętro przeznaczono na biura i pod wynajem. Wybudowano też zadaszenie nad przejściem do tunelu prowadzącego na perony, a na dachu zamontowano panele baterii słonecznych.